# Равнина Эллада

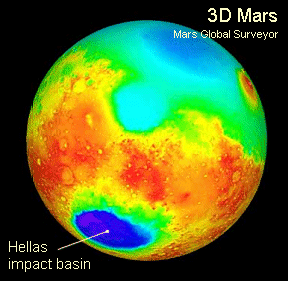
Марс: карта высот (красное — возвышенности, синее — низменности). Равнина Эллада — синяя область снизу

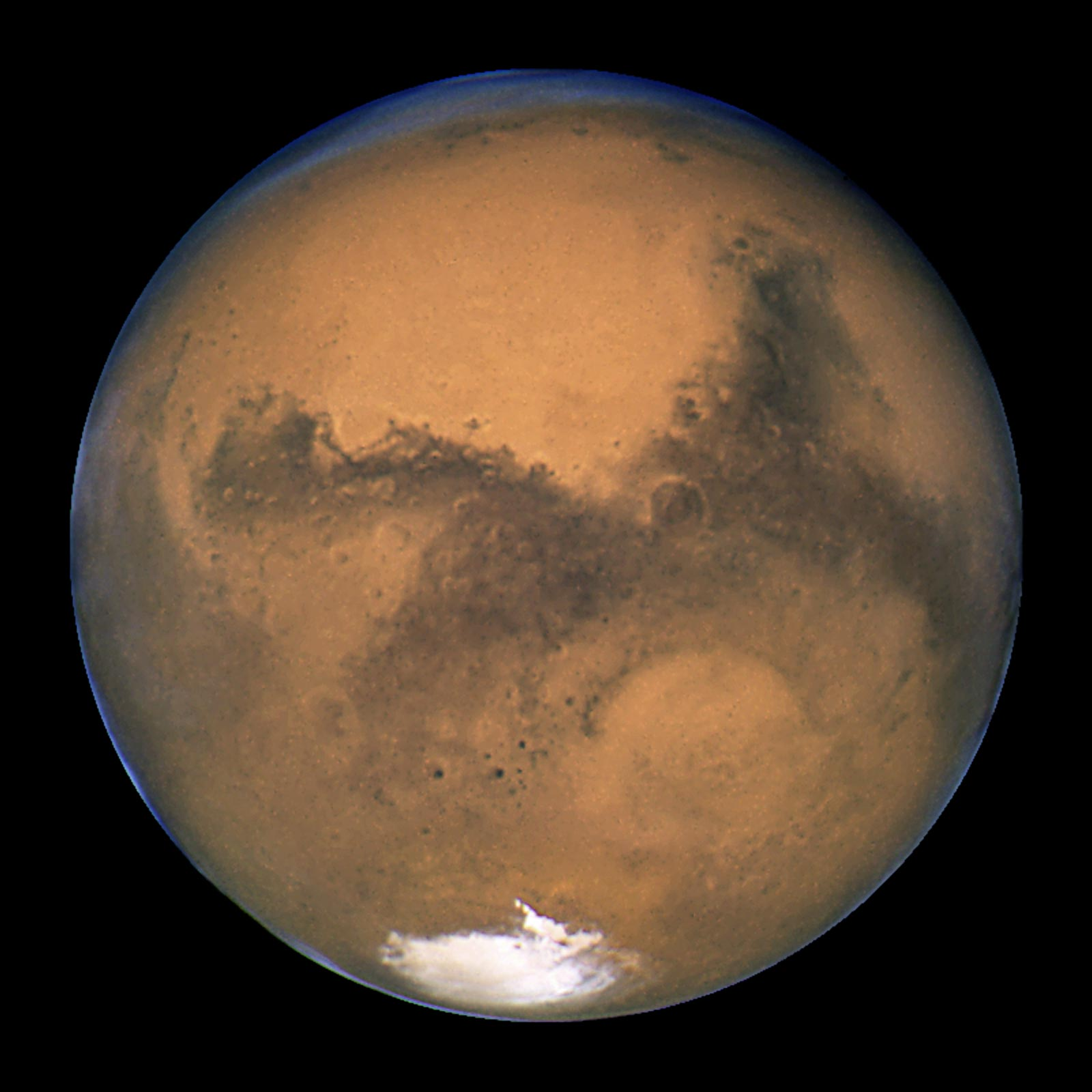
Марс: снимок телескопа «Хаббл». Равнина Эллада — ниже и правее центра

Марс: карта высот. Равнина Эллада внизу справа

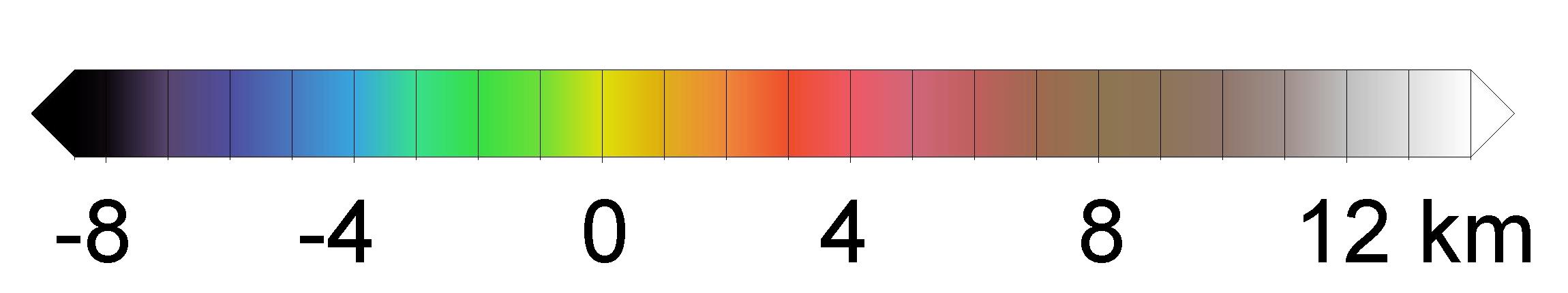
Соответствие цветов высотам

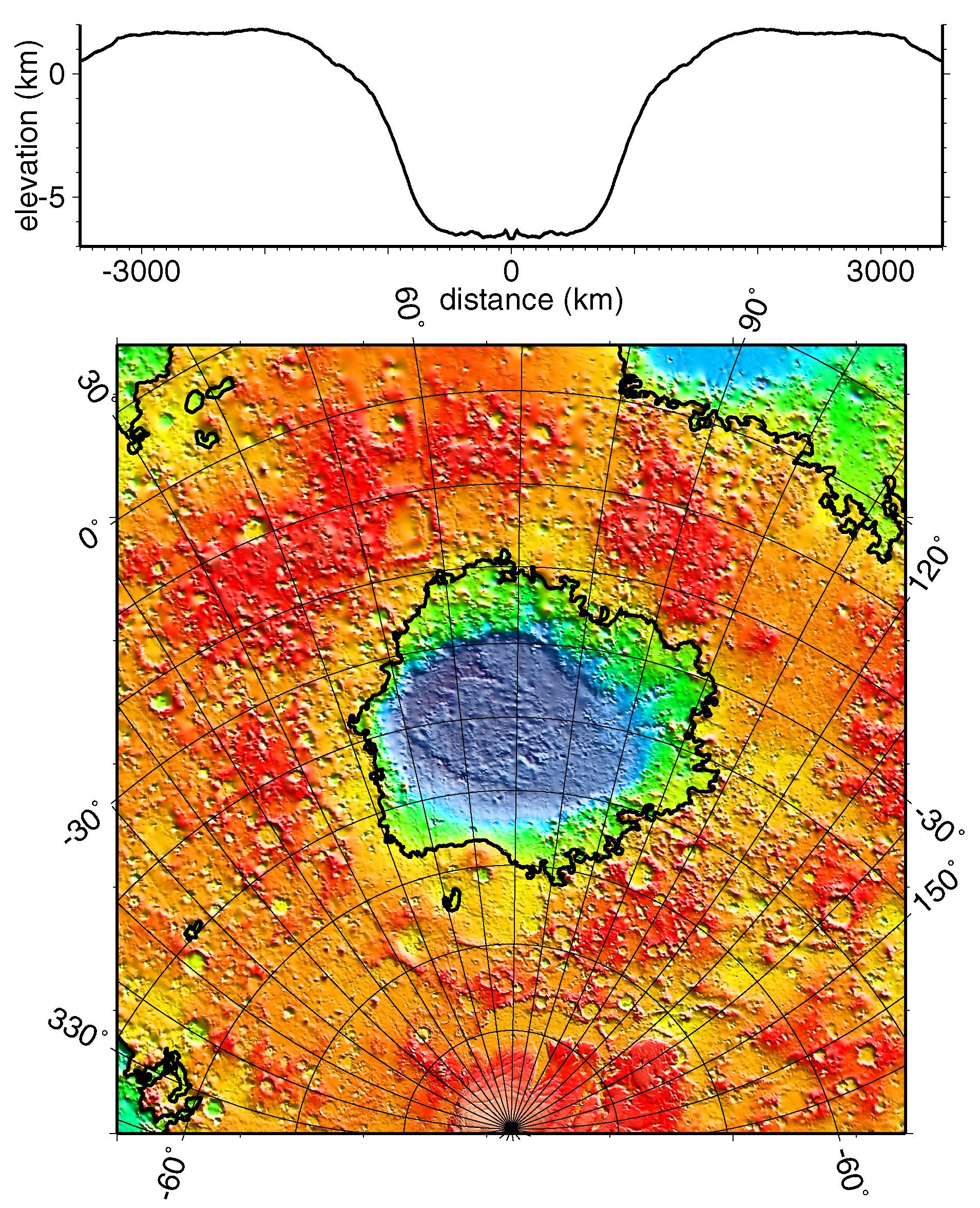
Карта высот. Сверху — зависимость высоты от расстояния до центра (усреднённая по всем азимутам)

Равнина Эллада (лат. Hellas Planitia) — округлая равнинная низменность ударного происхождения в южном полушарии Марса. Это самая глубокая низменность планеты: её поверхность лежит на 9 км ниже окружающей возвышенности и на 7 км ниже среднемарсианского уровня. Максимальный размер — около 2300 км.
С Земли эта равнина наблюдается как светлое пятно (деталь альбедо). Зимой она покрывается инеем и выглядит особенно яркой. В XIX веке Джованни Скиапарелли, перенёсший на карту Марса названия из античной географии, назвал эту деталь — одну из самых заметных на планете — Элладой. Название Hellas (Эллада) для детали альбедо было утверждено Международным астрономическим союзом в 1958 году, а название Hellas Planitia (равнина Эллада) для детали рельефа — в 1973.

## Происхождение и рельеф
Равнина Эллада образовалась, вероятно, в результате падения огромного астероида в начале существования Солнечной системы. В таком случае это одно из крупнейших ударных образований на Марсе (после бассейна равнины Утопия и предполагаемого Северного полярного бассейна (англ. North Polar Basin)).
На равнине Эллада встречаются разные формы рельефа, в том числе вулканического и ударного происхождения. Среди особенностей рельефа можно выделить необычные «хребты-морщинки», встречающиеся также на Луне.

## Погода и окраска
Поскольку равнина Эллада — очень глубокая низменность, толщина атмосферы над ней существенно больше, чем над соседними областями. Атмосферное давление в её нижней точке — 1240 Па или 12,4 миллибара (9 мм рт. ст.), что вдвое выше, чем на среднем уровне поверхности. Из-за этого равнина иногда выглядит туманной.
Во время марсианской зимы равнина Эллада покрывается инеем и видна с Земли как большое светлое пятно. То же самое относится к равнинам Аргир и Элизий. Астрономы предполагали, что эти области — возвышенности, покрывающиеся снегом или инеем. То, что это низменность, удалось установить только с помощью межпланетных станций.
Поскольку давление на дне равнины Эллада выше давления, соответствующего тройной точке воды, там возможно существование жидкой воды. Это справедливо и для четырёх других районов Марса. Но температура достаточно высока для этого только днём. Кроме того, жидкая вода, вероятно, быстро испарялась бы (а при температуре больше 10 °C — вскипела бы).